# Peter Nielsen (arkitekt)
 Der er flere personer med dette navn, se Peter Nielsen.
Peter Christian Nielsen (16. marts 1886 i Frederikshavn – 8. januar 1969) var en dansk arkitekt. 

## Uddannelse
Tømrersvend 1905, dimitteret fra Teknisk skole i Randers i 1909. Elev på Håndværkerskolen i Holbæk; Medarbejder hos bl.a. Carl Petersen, Povl Baumann og Ivar Bentsen.

## Udstillinger
- Forum 1929

## Stillinger og hverv
- Lærer ved Teknisk skole i Frederikshavn 1910-13
- Arkitekt for Københavns Almindelige Boligselskab 1920-23
- Lærer ved Akademiets bygningstekniske Skole (1928-32)
- Sekretær i Statens Bygningsraad (1931-43)
- Ansat i Statens Bygningsdirektorat fra 1943

## Arbejder
- Dobbelthusene, Jægervangen 7-9 (1922)
- Rækkehuse Rygårds Allé, Hellerup (1920-22) begge sammen med August Rasmussen og Rørdam Jensen disse blev præmieret i 1923 og udgør en del af Studiebyen)
- Villa, Holmegårdsvej 24 (1924)
- Boligkarreen Ved Classens Have omkring Classens Have, mellem Classensgade og Arendalsgade, København (1924, fredet) sammen med Povl Baumann og Ole Falkentorp på grundlag af oprindeligt projekt af Carl Petersen og Hans Koch
- Villa, Enggårdsvej 2, Rødovre
- Boligkarreen Kastelshaven, Kastelsvej, København (1928-29), sammen med Ivar Bentsen, præmieret 1929);
- Statsembedsmændenes Enkebolig, Amager Fælledvej 18-36, Amagerbro (1927-28, samme med Thorvald Jørgensen
- Grøndalsgaarden, Godthaabsvej 117-29 (1931-32)
- Løvgaarden, Sdr. Fasanvej 25-39, Frederiksberg (1934)
- Hasselgaarden, Ålekistevej 59-63, Vanløse (1938-39, præmieret)
- Folkebygning og arbejderboliger ved herregården Vennerslund på Falster
- Villa, Parkovsvej 20, Gentofte (1938)